# Aprendizagem adaptativa
Aprendizagem adaptativa é um método educacional que utiliza computadores como estratégia para promover interações de ensino e mediar a aprendizagem de acordo com a necessidades específicas de cada aluno. O conteúdo didático é exibido e adaptado conforme as necessidades de aprendizagem do aluno, baseando-se pelas respostas dos exercícios, tarefas e experiências apresentadas. A tecnologia engloba aspectos derivados de vários campos de estudo, incluindo ciência da computação, educação, psicologia e ciência do cérebro.
A aprendizagem adaptativa foi parcialmente impulsionada por uma percepção de que a aprendizagem sob medida não pode ser alcançada em grande escala usando abordagens tradicionais, não-adaptativas. Sistemas de aprendizagem adaptativa esforçam para transformar o aluno de receptor passivo de informação ao colaborador no processo educativo. Aplicação primária de sistemas de aprendizagem adaptativa é abordado na educação, mas outra aplicação comum é em  treinamento de negócios/empresas. Eles foram concebidos como aplicações de computadores desktop, aplicações web, e agora estão sendo introduzidas nos currículos.
A aprendizagem adaptativa foi implementado em vários tipos de sistemas educativos, tais como a hipermídia adaptativa educacional, sistemas tutores inteligentes, testes de adaptação computadorizada, e agentes pedagógicos baseados em computador, entre outros.

## História
Aprendizagem adaptativa ou tutoria inteligente tem as suas origens no movimento da inteligência artificial e começou a ganhar popularidade na década de 1970. Naquela época, era comumente aceito que os computadores acabariam por atingir a capacidade humana de adaptabilidade. Na aprendizagem adaptativa, a premissa básica é que a ferramenta ou o sistema será capaz de ajustar-se o método de aprendizagem do estudante / do utilizador, o que resulta em uma melhor e mais eficaz experiência de aprendizagem para o utilizador. Em meados da década de 70 a principal barreira foi o custo e o tamanho dos computadores, tornando a aplicação generalizada impraticável. Outro obstáculo na adoção de sistemas inteligentes iniciais foi que as interfaces de usuário não foram propícias para o processo de aprendizagem. O início do trabalho sobre sistemas de aprendizagem adaptativos e inteligentes geralmente é seguido até o sistema SCHOLAR que ofereceu aprendizagem adaptativa para área da  Geografia da América do Sul. Um número de outros sistemas inovadores apareceu dentro de cinco anos. Um bom relato do trabalho precoce na aprendizagem adaptativa e sistemas tutores inteligentes podem ser encontrados no livro clássico "Sistemas de Tutores Inteligentes".

## Tecnologia e metodologia
Sistemas de aprendizagem adaptativos têm sido tradicionalmente divididos em componentes separados ou "modelos". Embora diferentes grupos de modelos têm sido apresentados, a maioria dos sistemas incluem alguns ou todos os seguintes modelos (ocasionalmente com diferentes nomes):
- Modelo especialista- O modelo com a informação que é para ser ensinado
- Modelo estudante - O modelo que acompanha e aprende sobre o aluno
- Modelo instrucional - O modelo que realmente transmite a informação
- Ambiente instrucional - A interface de usuário para interagir com o sistema

### Modelo especialista
O modelo especialista armazena informações sobre o material que está sendo ensinado. Isso pode ser tão simples como as soluções para o conjunto de perguntas, mas também pode incluir lições e tutoriais e, em sistemas mais sofisticados, até mesmo metodologias de especialistas para ilustrar abordagens para as perguntas.
Os sistemas de aprendizagem adaptativa que não incluam um modelo de especialista tipicamente incorporarão essas funções no modelo instrucional.

### Modelo estudante
Este modelo tem sido uma área de pesquisa rica ao longo dos últimos vinte anos. O meio mais simples de determinar o nível de habilidade do aluno é o método empregado na CAT (teste adaptativo informatizado). No CAT, o assunto é apresentado com questões que são selecionados com base em seu nível de dificuldade em relação ao nível de habilidade presumida do assunto. Como os recursos de teste, o computador ajusta a pontuação do sujeito com base em suas respostas, continuamente afinam a pontuação selecionando perguntas de uma faixa mais estreita de dificuldade.
Um algoritmo para uma avaliação de estilo CAT é simples de implementar. Um grande conjunto de perguntas é acumulado e classificado de acordo com dificuldade, por meio da análise de peritos, a experimentação, ou uma combinação dos dois. O computador, em seguida, executa o que é essencialmente uma busca binária, sempre dando ao assunto uma questão que está a meio caminho entre o que o computador já tenha determinado como sendo os níveis possíveis máximos e mínimos das habilidades do sujeito. Estes níveis são então ajustados para o nível da dificuldade da questão, a redesignando o mínima se o sujeito respondeu corretamente, e o máximo se o sujeito respondeu incorretamente. Obviamente, uma certa margem de erro tem que ser construído  para permitir cenários onde a resposta do sujeito não é indicativo de seu nível de habilidade verdade, mas simplesmente uma coincidência. Solicitando várias perguntas de um nível de dificuldade, reduz significativamente a probabilidade de uma resposta enganosa, favorecendo  uma evolução para além do nível de habilidade,  podendo compensar possíveis falsas avaliações.
O mais rico dos  modelos algoritmos  de estudante é  observar   para determinar a causalidade e prestar um serviço mais amplo diagnóstico dos pontos fracos do aluno através da ligação "conceitos" às perguntas e definindo pontos fortes e fracos em termos de conceitos, em vez de "níveis" simples de capacidade. Como vários conceitos podem influenciar uma única pergunta, perguntas têm de ser ligadas a todos os conceitos relevantes. Por exemplo, uma matriz pode listar valores binários (ou até mesmo partituras) para a interseção de cada conceito e todas as perguntas. Em seguida, os valores de probabilidade condicional tem que ser calculada de modo a refletir a probabilidade de que um aluno que é fraco em um determinado conceito vai deixar de responder corretamente a uma questão particular. Um aluno faz um teste, as probabilidades de fraqueza em todos os conceitos condicionais em respostas incorretas em todas as questões podem ser calculadas usando o teorema de Bayes (estes métodos de aprendizagem adaptativos são frequentemente chamados algoritmos bayesianos).
Uma nova prorrogação da identificação de pontos fracos em termos de conceitos é programar o modelo de aluno a analisar respostas incorretas. Isto é especialmente aplicável para questões de múltipla escolha. Considere o seguinte exemplo:
Q.  Simplifique:  {\displaystyle 2x^{2}+x^{3}}
a)  Não pode ser simplificado
b)  {\displaystyle 3x^{5}}
c)  ...
d)  ...
Claramente, um estudante que responde (b) está adicionando os expoentes e não para apreender o conceito de termos como. Neste caso, a resposta incorreta fornece insights adicionais para além do simples fato de que é incorreta

### Modelo de instrução
O modelo de instrução observa geralmente para incorporar as melhores ferramentas educacionais que a tecnologia tem para oferecer (como apresentações multimídia) com avisos do professor especialista para  apresentação dos métodos. O nível de sofisticação do modelo de ensino depende muito do nível de sofisticação do modelo de estudante. Em um modelo de estudante de estilo CAT, o modelo de instrução simplesmente classifica aulas em correspondência com a ordenação do grupo de questão. Quando o nível do aluno foi satisfatoriamente determinado, o modelo de instrução fornece a lição apropriada. Os modelos mais avançados de estudantes que avaliam com base em conceitos necessidades  de um modelo de ensino que organiza suas lições por conceito também. O modelo de instrução pode ser projetado para analisar fraquezas obtidas e adaptar um plano de aula em conformidade com as necessidades do aluno.
Quando as respostas incorretas estão sendo avaliadas pelo modelo de estudante, alguns sistemas observam para  fornecer um feedback às questões reais na forma de 'dicas'. Como o aluno comete erros, sugestões úteis aparecem como "analisar cuidadosamente o sinal do número". Isso também pode cair no domínio do modelo de instrução, com uma concepção  genérica à base do conceito, sugestões que estão sendo oferecidas com base nas fragilidades, ou as sugestões podem  também serem questões específicas de  todas as sobreposições  dos modelos  de estudante, de instrução e especialista.  

## Implementações

### Na sala de aula
Aprendizagem adaptativa que é implementado no ambiente de sala de aula utilizando a tecnologia da informação é muitas vezes referida como um Sistema de Tutor Inteligente ou um sistema de aprendizagem adaptativa. Sistemas de Tutores Inteligentes operam em três princípios básicos:
- Os sistemas precisam ser capazes de se adaptar dinamicamente às competências e habilidades de um aluno.
- Ambientes utilizam modelagem cognitiva para fornecer feedback para o aluno ao avaliar habilidades do aluno e adaptando o currículo com base no desempenho do estudante passado.
- Programação lógica indutiva  (ILP) é uma maneira de reunir aprendizagem indutiva e lógica de programação a um sistema de aprendizagem adaptativo. Os sistemas que usam ILP são capazes de criar hipóteses a partir de exemplos demonstrados a ele pelo programador ou educador e, em seguida, usar essas experiências para desenvolver novos conhecimentos para orientar o aluno nos caminhos para correção de  respostas.
- Os sistemas devem ter a capacidade de ser flexível e permitir a fácil adição de novos conteúdos.
  - Custo de desenvolvimento de novos sistemas de aprendizagem adaptativos  geralmente é  proibitivo em  instituições de ensino de modo que  a reusabilidade seria essencial.
  - As unidades escolares têm currículo específico que o sistema precisa utilizar para ser eficaz para a unidade escolar. Algoritmos e modelos cognitivos devem ser amplos o suficiente para ensinar matemática, ciências e língua.

- Os sistemas precisam também se adaptar ao nível de habilidade dos educadores.
  - Muitos educadores e especialistas não dominam programação ou simplesmente não têm tempo suficiente para demonstrar exemplos complexos para o sistema, com isso deveria adaptar-se às habilidades dos educadores.

### Na educação a distância
Sistemas de aprendizagem adaptativa podem ser implementados na Internet para uso em aplicações de ensino à distância e colaboração em grupo.
A área  ensino à distância está agora incorporando aspectos da aprendizagem adaptativa. Sistemas iniciais sem aprendizagem adaptativa foram capazes de fornecer feedback automatizado para os estudantes que são apresentadas questões a partir de um banco de perguntas pré-selecionado. Essa abordagem, no entanto não tem a orientação que os professores em sala de aula pode fornecer. As tendências atuais no ensino a distância  consideram  o uso de aprendizagem adaptativa para implementar comportamento dinâmico inteligente no ambiente de aprendizagem.
Durante o tempo que um estudante passa aprender um novo conceito que eles são testados em suas habilidades e bases de dados acompanhar seu progresso usando um dos modelos. A última geração de sistemas de ensino à distância ter em conta as respostas dos alunos e adaptar-se às capacidades cognitivas do aluno, utilizando um conceito chamado de  'cognitive scaffolding'(Andaime cognitivo) . Cognitive scaffolding é a capacidade de um sistema de aprendizagem automático para criar um caminho de avaliação cognitivo menor para o maior com base nas capacidades cognitivas demonstradas. A implementação bem sucedida de aprendizagem adaptativa no ensino à distância baseado na web é o motor de bordo da WebLearn pela universiade  RMIT  WebLearn é avançado o suficiente para que ela pode proporcionar avaliação das questões colocadas aos estudantes mesmo se essas questões não têm resposta única como aqueles no campo Matemática.
Colaboração em grupo também é um campo forte na área de pesquisa de aprendizagem adaptativa. Colaboração em grupo é um campo de chave em Web 2.0, que estende a funcionalidade do ensino à distância. Aprendizagem adaptativa pode ser incorporado para facilitar a colaboração dentro de ambientes de aprendizagem a distância, como fóruns ou serviços de compartilhamento de recursos. Alguns exemplos de como a aprendizagem adaptativa pode ajudar com colaboração incluem:
- Agrupamento automático dos usuários com os mesmos interesses.
- Personalização de links para fontes de informação baseadas em interesses declarados do usuário ou os hábitos de navegação do usuário.

### Em design de jogos
Em 2014, um pesquisador educacional concluiu um estudo de vários anos de aprendizagem adaptativa para o design de jogo educativo. A pesquisa desenvolveu e validou o modelo ALGAE ( Aprendizagem Adaptativa de  Design de Jogos), um modelo global de aprendizagem adaptativa com base em teorias de design e práticas de jogos, estratégias de ensino e modelos adaptativos. A pesquisa é uma extensão antecipada da  pesquisa  em design de jogo, estratégias de ensino e aprendizagem adaptativa, combinando esses três componentes em um único modelo complexo.
O estudo resultou no desenvolvimento de um modelo de design do jogo educativo adaptativo para servir como um guia para game designers, designers instrucionais e educadores com o objetivo de aumentar os resultados da aprendizagem. Os participantes da pesquisa validaram a importância  do modelo ALGAE e forneceu informações específicas sobre o modelo de construção, uso, benefícios e desafios. O modelo ALGE atual é com base nesses insights. O modelo agora serve como um guia para a concepção e desenvolvimento de jogos de computador educativos.
A aplicabilidade do modelo é avaliado como sendo uma  indústria transversal , incluindo agências governamentais e militares / unidades de participação, a indústria de jogos e academia. O valor real do modelo e a abordagem de implementação apropriado (focada ou desfocada) serão integralmente realizados como a adoção do modelo ALGAE torna-se mais generalizada.